# Base 603

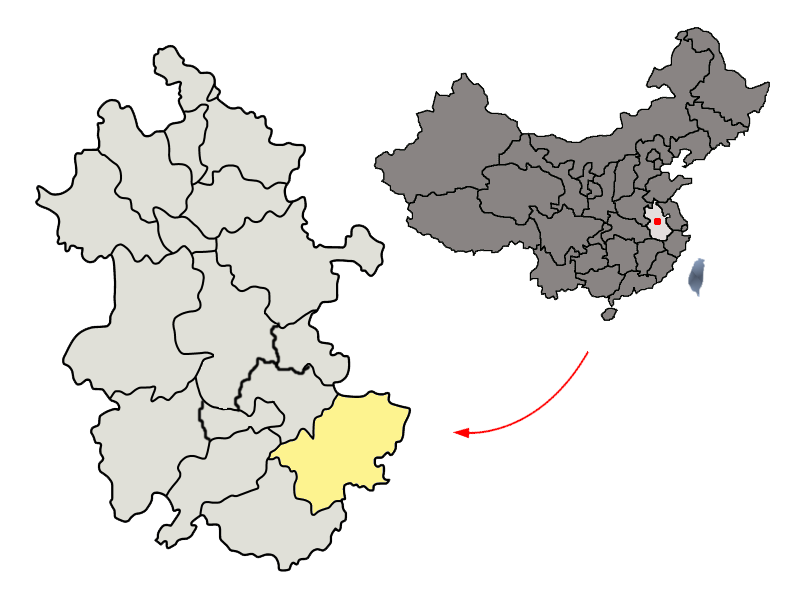
Ubicación de la prefectura de Xuancheng.

El Centro de Lanzamiento de Cohetes de Guangde (en chino tradicional, 廣德火箭發射場; en chino simplificado, 广德火箭发射场; pinyin, Guǎngdé Huǒjiàn Fāshè Chǎng) también conocido como Base 603 (603基地) es un sitio de lanzamiento suborbital que fue operado por la Academia China de las Ciencias situada en Shijiedu (誓节渡), Shijie Town (誓节镇), en el condado de Guangde, prefectura de Xuancheng.
La ubicación del lugar está rodeada de montañas en las cuatro direcciones, sin caminos y sin acceso a recursos, pero fue elegida para la actualización de las limitadas instalaciones del Centro de Lanzamiento de Nanhui.

## Historia
La construcción de la base de lanzamiento se inició en marzo de 1960 bajo la dirección del Departamento 581 (incluido el Segundo Instituto de Geofísica), y se completó en menos de seis meses, incluida una estación meteorológica, radares, control y estaciones de seguimiento, plataforma de lanzamiento, torre de servicio, sala de almacenamiento de combustible, instalaciones de pruebas de propulsión, los lugares habitables, etc.
El centro de lanzamiento fue dirigido por primera vez por el Instituto de Geología y Geofísica de la Academia China de las Ciencias (地球物理所), a continuación, en junio de 1960 por el Instituto de Shanghái de Ingeniería Mecánica y Eléctrica (上海市机电设计研究院). Finalmente la Quinta Academia del Ministerio de Defensa Nacional (国防部第五研究院) tomó el control en 1963.
China lanzó con éxito su primer cohete sonda T-7 en septiembre de 1960.
De 1960 a 1966, varios de los cohetes sonda T-7 y T-7A se lanzaron en este sitio.
El primer vuelo exitoso de un cohete sonda biológico experimental T-7A/S1 que transportaba ocho ratones blancos se lanzó y se recuperó el 19 de julio de 1964.
El último lanzamiento del que se tiene conocimiento fue un perro a bordo de un T-7A/S2 el 28 de julio de 1966.